# Bloudek
Bloudek je priimek v Sloveniji, ki ga je po podatkih Statističnega urada Republike Slovenije na dan 1. januarja 2010 uporabljalo 7 oseb in je med vsemi priimki po pogostosti uporabe uvrščen na 22.059. mesto.

## Znani nosilci priimka
- Ingmar Bloudek, odvetnik v Mariboru, nekdanji nogometaš
- Sandro Bloudek (*1986), nogometaš
- Stanko Bloudek (1890—1959), letalski konstruktor, športnik, športni delavec in načrtovalec športnih objektov